# 자바빈즈 액티베이션 프레임워크
JAF(JavaBeans Activation Framework)는 다양한 데이터 형식을 이용하여 작업하는 방법을 통합하기 위해 작성된 확장 자바 API이다. 실제로 JAF를 이용하면 간단한 텍스트 데이터에서부터 이미지, 비디오 등의 매우 복잡한 멀티미디어 데이터로 구성된 문서까지 다양한 데이터를 제공할 수 있다.